# Metallata blandita
Metallata blandita är en fjärilsart som beskrevs av William Schaus 1912. Metallata blandita ingår i släktet Metallata och familjen nattflyn. Inga underarter finns listade i Catalogue of Life.